# Гарячобрикетоване залізо

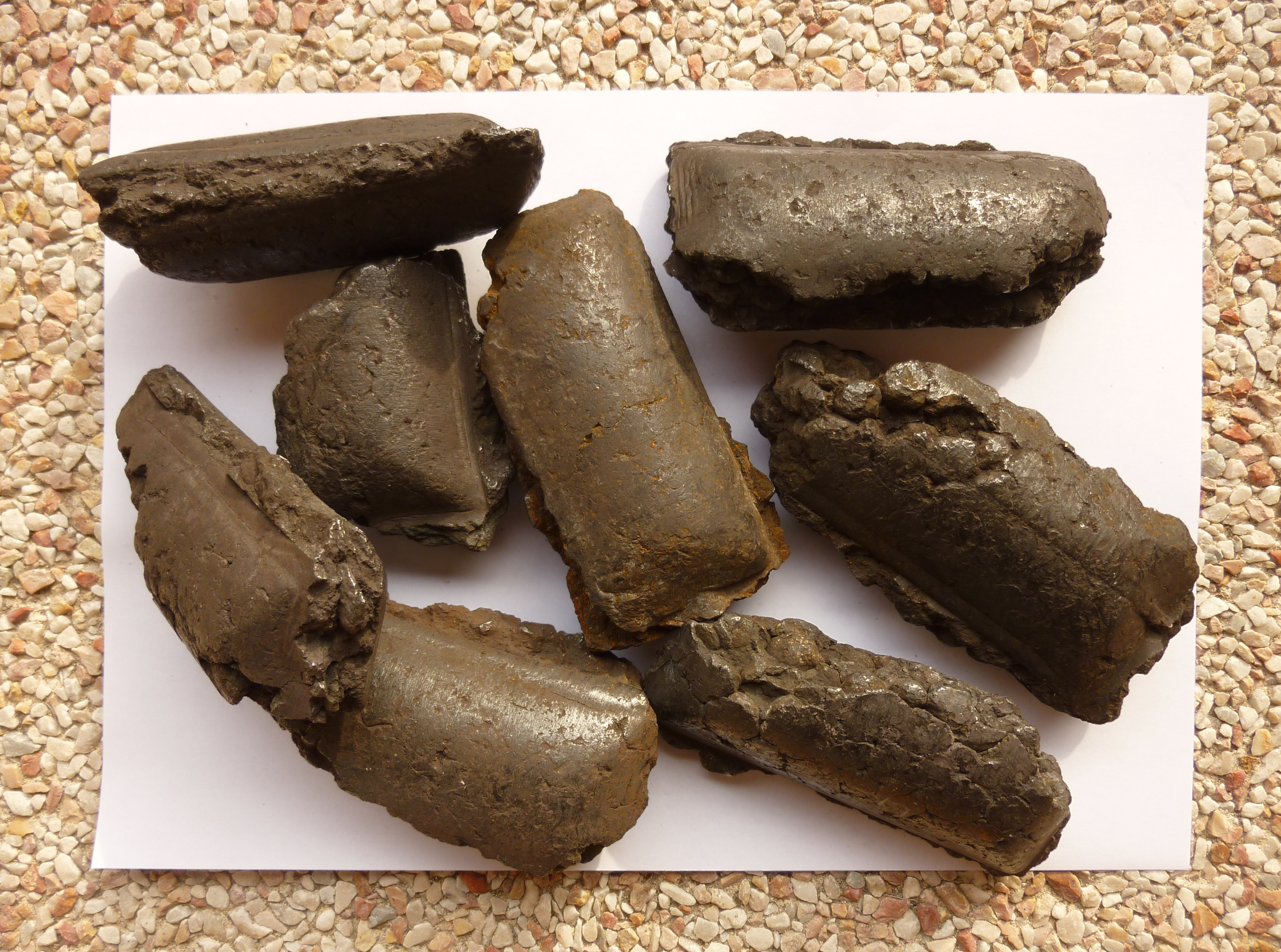
Гарячобрикетоване залізо на аркуші паперу формату А4.

Гарячобрикетоване залізо — один з видів заліза прямого відновлення у формі брикетів, яке містить близько 90-95 % заліза і 5-10 % пустої породи. Є напівпродуктом, що використовується як сировина для виплавлення сталі у електродугових печах. Можуть також бути використані у шихті доменних печей.

## Історія
Найперший в світі цех з виготовлення гарячобрикетованого заліза став до ладу на початку 1980-х років на заводі, що тоді називався «Sabah Gas Industries», тепер відомий як металургійний завод Антара, що розташований на острові Лабуан в Малайзії.

## Властивості
Гарячобрикетоване залізо являє собою окремі брикети зазвичай розміром 110х60х30 мм. Насипна маса 2,5 т/м³.
|                          | Fe | FeO | Металічне залізо | SiO2 | CaO | Al2O3 | MgO | C |
| ------------------------ | -- | --- | ---------------- | ---- | --- | ----- | --- | - |
| Гарячобрикетоване залізо | 92 | 15  | 80               | 2,0  | 0,9 | 0,8   | 0,3 | 1 |

## Одержання

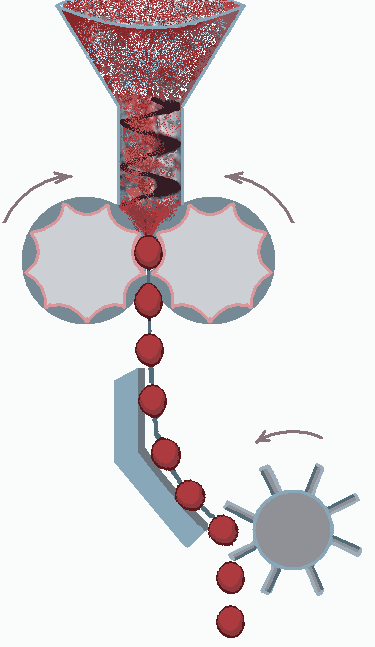
Схема виготовлення гарячобрикетованого заліза.

Брикети одержують стисканням при температурі 650 °C відновленої залізної руди. Залізо прямого відновлення вивантажується у гарячому вигляді з відновлювальної печі і подається шнеком у проміжок між 2 валками, що обртаються у протилежних напрямах. Виїмки («кишені») на валках, що обертаються синхронно, утворюють брикети. Процес відбувається за високих температур (зазвичай біля 700 °C) і при високих зусиллях пресування. Безперервний ланцюжок брикетів, що виходить з-під валків, відводиться по жолобу і розділяється на окремі брикети, наприклад, ударними стриженями, встановленими на обертовий вал.

## Використання
Основною сферою використання гарячобрикетованого заліза є сталеплавильне виробництво. Також є пропозиції щодо використання гарячобрикетованого заліза як добавки до шихти у доменному процесі.

### Доменне виробництво
Досліди показують, що при використанні 100 кг гарячобрикетованого заліза на 1 т чавуну продуктивність доменної печі зростає на 4 — 6 % і витрата коксу може бути знижена на 30 кг на 1 т чавуну.

## Виноски
1. 1 2 3   Metallics charge and briquettes. // Modern Blast Furnace Ironmaking: An Introduction. Fourth Edition. Amsterdam, 2020. P. 41. ISBN 978-1-64368-122-1 (англ.)
2. ↑   Jim McClaskey (4th quarter 2021). Thenks for the memories! // Direct from Midrex (PDF). www.midrex.com. Midrex Technologies, Inc. Процитовано 27 лютого 2021. Page 2. (англ.)
3. ↑  Pablo Duarte, Klaus Knop, Eugenio Zendejas. Technical and economic aspects of production and use of DRI in integrated steel works [Архівовано 4 січня 2022 у Wayback Machine.], 2004 (англ.)
4. ↑  HBI Briquetting Process. www.metallics.org. International Iron Metallics Association. Архів оригіналу за 17 квітня 2021. Процитовано 7 березня 2021. (англ.)